# Grammia simplicior
Grammia simplicior là một loài bướm đêm thuộc phân họ Arctiinae, họ Erebidae.